# Опозиція (шахи)
Опозиція в шахах — протистояння королів, коли між ними знаходиться не парна кількість полів по прямій лінії або по діагоналі.
Види опозиції:
1. Ближня або проста (коротка) - коли королів розділяє лиш одне поле;
2. Дальня — коли королів розділяє 3 або 5 полів;
3. Пряма - вертикальна;
4. Бокова - горизонтальна;
5. Коса - діагональна.[1]

Опозиція — окремий випадок полів відповідності. Є типовим прийомом боротьби за 3 ключових поля, розташованих поруч по вертикалі або горизонталі. Володіння опозицією дозволяє зробити обхід королем.

## Приклади
|   | a                                                                     | b                                                                     | c                                                                     | d                                                                     | e                                                                     | f                                                                     | g                                                                     | h                                                                     |   |
| 8 | h7 чорний король · b6 чорний пішак · b5 білий пішак · h4 білий король | h7 чорний король · b6 чорний пішак · b5 білий пішак · h4 білий король | h7 чорний король · b6 чорний пішак · b5 білий пішак · h4 білий король | h7 чорний король · b6 чорний пішак · b5 білий пішак · h4 білий король | h7 чорний король · b6 чорний пішак · b5 білий пішак · h4 білий король | h7 чорний король · b6 чорний пішак · b5 білий пішак · h4 білий король | h7 чорний король · b6 чорний пішак · b5 білий пішак · h4 білий король | h7 чорний король · b6 чорний пішак · b5 білий пішак · h4 білий король | 8 |
| 7 | h7 чорний король · b6 чорний пішак · b5 білий пішак · h4 білий король | h7 чорний король · b6 чорний пішак · b5 білий пішак · h4 білий король | h7 чорний король · b6 чорний пішак · b5 білий пішак · h4 білий король | h7 чорний король · b6 чорний пішак · b5 білий пішак · h4 білий король | h7 чорний король · b6 чорний пішак · b5 білий пішак · h4 білий король | h7 чорний король · b6 чорний пішак · b5 білий пішак · h4 білий король | h7 чорний король · b6 чорний пішак · b5 білий пішак · h4 білий король | h7 чорний король · b6 чорний пішак · b5 білий пішак · h4 білий король | 7 |
| 6 | h7 чорний король · b6 чорний пішак · b5 білий пішак · h4 білий король | h7 чорний король · b6 чорний пішак · b5 білий пішак · h4 білий король | h7 чорний король · b6 чорний пішак · b5 білий пішак · h4 білий король | h7 чорний король · b6 чорний пішак · b5 білий пішак · h4 білий король | h7 чорний король · b6 чорний пішак · b5 білий пішак · h4 білий король | h7 чорний король · b6 чорний пішак · b5 білий пішак · h4 білий король | h7 чорний король · b6 чорний пішак · b5 білий пішак · h4 білий король | h7 чорний король · b6 чорний пішак · b5 білий пішак · h4 білий король | 6 |
| 5 | h7 чорний король · b6 чорний пішак · b5 білий пішак · h4 білий король | h7 чорний король · b6 чорний пішак · b5 білий пішак · h4 білий король | h7 чорний король · b6 чорний пішак · b5 білий пішак · h4 білий король | h7 чорний король · b6 чорний пішак · b5 білий пішак · h4 білий король | h7 чорний король · b6 чорний пішак · b5 білий пішак · h4 білий король | h7 чорний король · b6 чорний пішак · b5 білий пішак · h4 білий король | h7 чорний король · b6 чорний пішак · b5 білий пішак · h4 білий король | h7 чорний король · b6 чорний пішак · b5 білий пішак · h4 білий король | 5 |
| 4 | h7 чорний король · b6 чорний пішак · b5 білий пішак · h4 білий король | h7 чорний король · b6 чорний пішак · b5 білий пішак · h4 білий король | h7 чорний король · b6 чорний пішак · b5 білий пішак · h4 білий король | h7 чорний король · b6 чорний пішак · b5 білий пішак · h4 білий король | h7 чорний король · b6 чорний пішак · b5 білий пішак · h4 білий король | h7 чорний король · b6 чорний пішак · b5 білий пішак · h4 білий король | h7 чорний король · b6 чорний пішак · b5 білий пішак · h4 білий король | h7 чорний король · b6 чорний пішак · b5 білий пішак · h4 білий король | 4 |
| 3 | h7 чорний король · b6 чорний пішак · b5 білий пішак · h4 білий король | h7 чорний король · b6 чорний пішак · b5 білий пішак · h4 білий король | h7 чорний король · b6 чорний пішак · b5 білий пішак · h4 білий король | h7 чорний король · b6 чорний пішак · b5 білий пішак · h4 білий король | h7 чорний король · b6 чорний пішак · b5 білий пішак · h4 білий король | h7 чорний король · b6 чорний пішак · b5 білий пішак · h4 білий король | h7 чорний король · b6 чорний пішак · b5 білий пішак · h4 білий король | h7 чорний король · b6 чорний пішак · b5 білий пішак · h4 білий король | 3 |
| 2 | h7 чорний король · b6 чорний пішак · b5 білий пішак · h4 білий король | h7 чорний король · b6 чорний пішак · b5 білий пішак · h4 білий король | h7 чорний король · b6 чорний пішак · b5 білий пішак · h4 білий король | h7 чорний король · b6 чорний пішак · b5 білий пішак · h4 білий король | h7 чорний король · b6 чорний пішак · b5 білий пішак · h4 білий король | h7 чорний король · b6 чорний пішак · b5 білий пішак · h4 білий король | h7 чорний король · b6 чорний пішак · b5 білий пішак · h4 білий король | h7 чорний король · b6 чорний пішак · b5 білий пішак · h4 білий король | 2 |
| 1 | h7 чорний король · b6 чорний пішак · b5 білий пішак · h4 білий король | h7 чорний король · b6 чорний пішак · b5 білий пішак · h4 білий король | h7 чорний король · b6 чорний пішак · b5 білий пішак · h4 білий король | h7 чорний король · b6 чорний пішак · b5 білий пішак · h4 білий король | h7 чорний король · b6 чорний пішак · b5 білий пішак · h4 білий король | h7 чорний король · b6 чорний пішак · b5 білий пішак · h4 білий король | h7 чорний король · b6 чорний пішак · b5 білий пішак · h4 білий король | h7 чорний король · b6 чорний пішак · b5 білий пішак · h4 білий король | 1 |
|   | a                                                                     | b                                                                     | c                                                                     | d                                                                     | e                                                                     | f                                                                     | g                                                                     | h                                                                     |   |

1. Крh4-h5! Крh7-g7
2. Крh5-g5  Kpg7-f7
3. Kpg5-f5  Крf7-е7
4. Крf5-е5  Кре7- d7
5. Кре5-d5  Крd7-с7
6. Крd5-еб  Крс7-с8
7. Кре6-d6  Крс8-b7
8. Крd6-d7  Крb7-b8
9. Крd7-с6  Крb8-а7
10. Крс6-с7  Кра7-а8
11. Крс7 : b6  Кра8-b8;
12. Крb6-а6  Крb8-а8  (інакше білі грають 13. Кра6-а7)
13. b5-b6  Кра8-b8
14. b6-b7  Крb8- с7
15. Кра6-а7, і перетворення пішака у ферзя або туру забезпечує білим перемогу.
1 . . .            Крh7-h6 (!)
2. Крh4-g4    Крh6-g6
3. Kpg4-f4    Kpg6-f6
4. Kpf4-e4    Kpf6-e6
5. Кре4-d4    Кре6-d6
6. Kpd4-с4   Крd6-е5
7. Крс4-b4    Кре5-d4
8. Крb4-а4    Крd4-с5
9. Кра4-аЗ!   Крс5 : b5
10. Кра3-b3  Крd5-с5
11. Крb3-с3!  b6-b5
12. Крс3-b3   b5-b4
13. Крb3-b2  Крс5-с4
14. Крb2-с2   b4-b3 +
15. Крс2- b2   Крс4-b4
16. Крb2-b1!  КрЬ4-сЗ
17. Крb1-с1 (ця опозиция в останній момент і спасає  білих)
17 ...             b3-b2 +
18. Крс1-b1  Крс3-b3 - пат.
Опозиція (королі на відстані 2 по вертикалі або горизонталі) є важливою концепцією для даного закінчення. Поставити свого короля в опозицію до короля противника - поширений спосіб прорватися до ключового поля (для білих) або до поля на відстані 1 або 2 перед ворожим пішаком (для чорних). Авербах, однак, пише, що опозиція - всього лише засіб. Мета (білих) - прорватися до будь-якого ключового поля, з опозицією або без неї (Авербах 1983). Так, наприклад, в позиції праворуч єдино правильний хід Крc5. Вставання в опозицію ходом Крe4 призводить до нічиєї, як і всі інші ходи: чорний король легко займає поле c6.
|   | a | b | c | d | e | f | g | h |   |
| 8 | b6 білий кружок · c6 білий кружок · d6 білий кружок · e6 чорний король · c4 білий пішак · d4 білий король | b6 білий кружок · c6 білий кружок · d6 білий кружок · e6 чорний король · c4 білий пішак · d4 білий король | b6 білий кружок · c6 білий кружок · d6 білий кружок · e6 чорний король · c4 білий пішак · d4 білий король | b6 білий кружок · c6 білий кружок · d6 білий кружок · e6 чорний король · c4 білий пішак · d4 білий король | b6 білий кружок · c6 білий кружок · d6 білий кружок · e6 чорний король · c4 білий пішак · d4 білий король | b6 білий кружок · c6 білий кружок · d6 білий кружок · e6 чорний король · c4 білий пішак · d4 білий король | b6 білий кружок · c6 білий кружок · d6 білий кружок · e6 чорний король · c4 білий пішак · d4 білий король | b6 білий кружок · c6 білий кружок · d6 білий кружок · e6 чорний король · c4 білий пішак · d4 білий король | 8 |
| 7 | b6 білий кружок · c6 білий кружок · d6 білий кружок · e6 чорний король · c4 білий пішак · d4 білий король | b6 білий кружок · c6 білий кружок · d6 білий кружок · e6 чорний король · c4 білий пішак · d4 білий король | b6 білий кружок · c6 білий кружок · d6 білий кружок · e6 чорний король · c4 білий пішак · d4 білий король | b6 білий кружок · c6 білий кружок · d6 білий кружок · e6 чорний король · c4 білий пішак · d4 білий король | b6 білий кружок · c6 білий кружок · d6 білий кружок · e6 чорний король · c4 білий пішак · d4 білий король | b6 білий кружок · c6 білий кружок · d6 білий кружок · e6 чорний король · c4 білий пішак · d4 білий король | b6 білий кружок · c6 білий кружок · d6 білий кружок · e6 чорний король · c4 білий пішак · d4 білий король | b6 білий кружок · c6 білий кружок · d6 білий кружок · e6 чорний король · c4 білий пішак · d4 білий король | 7 |
| 6 | b6 білий кружок · c6 білий кружок · d6 білий кружок · e6 чорний король · c4 білий пішак · d4 білий король | b6 білий кружок · c6 білий кружок · d6 білий кружок · e6 чорний король · c4 білий пішак · d4 білий король | b6 білий кружок · c6 білий кружок · d6 білий кружок · e6 чорний король · c4 білий пішак · d4 білий король | b6 білий кружок · c6 білий кружок · d6 білий кружок · e6 чорний король · c4 білий пішак · d4 білий король | b6 білий кружок · c6 білий кружок · d6 білий кружок · e6 чорний король · c4 білий пішак · d4 білий король | b6 білий кружок · c6 білий кружок · d6 білий кружок · e6 чорний король · c4 білий пішак · d4 білий король | b6 білий кружок · c6 білий кружок · d6 білий кружок · e6 чорний король · c4 білий пішак · d4 білий король | b6 білий кружок · c6 білий кружок · d6 білий кружок · e6 чорний король · c4 білий пішак · d4 білий король | 6 |
| 5 | b6 білий кружок · c6 білий кружок · d6 білий кружок · e6 чорний король · c4 білий пішак · d4 білий король | b6 білий кружок · c6 білий кружок · d6 білий кружок · e6 чорний король · c4 білий пішак · d4 білий король | b6 білий кружок · c6 білий кружок · d6 білий кружок · e6 чорний король · c4 білий пішак · d4 білий король | b6 білий кружок · c6 білий кружок · d6 білий кружок · e6 чорний король · c4 білий пішак · d4 білий король | b6 білий кружок · c6 білий кружок · d6 білий кружок · e6 чорний король · c4 білий пішак · d4 білий король | b6 білий кружок · c6 білий кружок · d6 білий кружок · e6 чорний король · c4 білий пішак · d4 білий король | b6 білий кружок · c6 білий кружок · d6 білий кружок · e6 чорний король · c4 білий пішак · d4 білий король | b6 білий кружок · c6 білий кружок · d6 білий кружок · e6 чорний король · c4 білий пішак · d4 білий король | 5 |
| 4 | b6 білий кружок · c6 білий кружок · d6 білий кружок · e6 чорний король · c4 білий пішак · d4 білий король | b6 білий кружок · c6 білий кружок · d6 білий кружок · e6 чорний король · c4 білий пішак · d4 білий король | b6 білий кружок · c6 білий кружок · d6 білий кружок · e6 чорний король · c4 білий пішак · d4 білий король | b6 білий кружок · c6 білий кружок · d6 білий кружок · e6 чорний король · c4 білий пішак · d4 білий король | b6 білий кружок · c6 білий кружок · d6 білий кружок · e6 чорний король · c4 білий пішак · d4 білий король | b6 білий кружок · c6 білий кружок · d6 білий кружок · e6 чорний король · c4 білий пішак · d4 білий король | b6 білий кружок · c6 білий кружок · d6 білий кружок · e6 чорний король · c4 білий пішак · d4 білий король | b6 білий кружок · c6 білий кружок · d6 білий кружок · e6 чорний король · c4 білий пішак · d4 білий король | 4 |
| 3 | b6 білий кружок · c6 білий кружок · d6 білий кружок · e6 чорний король · c4 білий пішак · d4 білий король | b6 білий кружок · c6 білий кружок · d6 білий кружок · e6 чорний король · c4 білий пішак · d4 білий король | b6 білий кружок · c6 білий кружок · d6 білий кружок · e6 чорний король · c4 білий пішак · d4 білий король | b6 білий кружок · c6 білий кружок · d6 білий кружок · e6 чорний король · c4 білий пішак · d4 білий король | b6 білий кружок · c6 білий кружок · d6 білий кружок · e6 чорний король · c4 білий пішак · d4 білий король | b6 білий кружок · c6 білий кружок · d6 білий кружок · e6 чорний король · c4 білий пішак · d4 білий король | b6 білий кружок · c6 білий кружок · d6 білий кружок · e6 чорний король · c4 білий пішак · d4 білий король | b6 білий кружок · c6 білий кружок · d6 білий кружок · e6 чорний король · c4 білий пішак · d4 білий король | 3 |
| 2 | b6 білий кружок · c6 білий кружок · d6 білий кружок · e6 чорний король · c4 білий пішак · d4 білий король | b6 білий кружок · c6 білий кружок · d6 білий кружок · e6 чорний король · c4 білий пішак · d4 білий король | b6 білий кружок · c6 білий кружок · d6 білий кружок · e6 чорний король · c4 білий пішак · d4 білий король | b6 білий кружок · c6 білий кружок · d6 білий кружок · e6 чорний король · c4 білий пішак · d4 білий король | b6 білий кружок · c6 білий кружок · d6 білий кружок · e6 чорний король · c4 білий пішак · d4 білий король | b6 білий кружок · c6 білий кружок · d6 білий кружок · e6 чорний король · c4 білий пішак · d4 білий король | b6 білий кружок · c6 білий кружок · d6 білий кружок · e6 чорний король · c4 білий пішак · d4 білий король | b6 білий кружок · c6 білий кружок · d6 білий кружок · e6 чорний король · c4 білий пішак · d4 білий король | 2 |
| 1 | b6 білий кружок · c6 білий кружок · d6 білий кружок · e6 чорний король · c4 білий пішак · d4 білий король | b6 білий кружок · c6 білий кружок · d6 білий кружок · e6 чорний король · c4 білий пішак · d4 білий король | b6 білий кружок · c6 білий кружок · d6 білий кружок · e6 чорний король · c4 білий пішак · d4 білий король | b6 білий кружок · c6 білий кружок · d6 білий кружок · e6 чорний король · c4 білий пішак · d4 білий король | b6 білий кружок · c6 білий кружок · d6 білий кружок · e6 чорний король · c4 білий пішак · d4 білий король | b6 білий кружок · c6 білий кружок · d6 білий кружок · e6 чорний король · c4 білий пішак · d4 білий король | b6 білий кружок · c6 білий кружок · d6 білий кружок · e6 чорний король · c4 білий пішак · d4 білий король | b6 білий кружок · c6 білий кружок · d6 білий кружок · e6 чорний король · c4 білий пішак · d4 білий король | 1 |
|   | a | b | c | d | e | f | g | h |   |

|   | a                                                   | b                                                   | c                                                   | d                                                   | e                                                   | f                                                   | g                                                   | h                                                   |   |
| 8 | f7 чорний король · c3 білий пішак · d1 білий король | f7 чорний король · c3 білий пішак · d1 білий король | f7 чорний король · c3 білий пішак · d1 білий король | f7 чорний король · c3 білий пішак · d1 білий король | f7 чорний король · c3 білий пішак · d1 білий король | f7 чорний король · c3 білий пішак · d1 білий король | f7 чорний король · c3 білий пішак · d1 білий король | f7 чорний король · c3 білий пішак · d1 білий король | 8 |
| 7 | f7 чорний король · c3 білий пішак · d1 білий король | f7 чорний король · c3 білий пішак · d1 білий король | f7 чорний король · c3 білий пішак · d1 білий король | f7 чорний король · c3 білий пішак · d1 білий король | f7 чорний король · c3 білий пішак · d1 білий король | f7 чорний король · c3 білий пішак · d1 білий король | f7 чорний король · c3 білий пішак · d1 білий король | f7 чорний король · c3 білий пішак · d1 білий король | 7 |
| 6 | f7 чорний король · c3 білий пішак · d1 білий король | f7 чорний король · c3 білий пішак · d1 білий король | f7 чорний король · c3 білий пішак · d1 білий король | f7 чорний король · c3 білий пішак · d1 білий король | f7 чорний король · c3 білий пішак · d1 білий король | f7 чорний король · c3 білий пішак · d1 білий король | f7 чорний король · c3 білий пішак · d1 білий король | f7 чорний король · c3 білий пішак · d1 білий король | 6 |
| 5 | f7 чорний король · c3 білий пішак · d1 білий король | f7 чорний король · c3 білий пішак · d1 білий король | f7 чорний король · c3 білий пішак · d1 білий король | f7 чорний король · c3 білий пішак · d1 білий король | f7 чорний король · c3 білий пішак · d1 білий король | f7 чорний король · c3 білий пішак · d1 білий король | f7 чорний король · c3 білий пішак · d1 білий король | f7 чорний король · c3 білий пішак · d1 білий король | 5 |
| 4 | f7 чорний король · c3 білий пішак · d1 білий король | f7 чорний король · c3 білий пішак · d1 білий король | f7 чорний король · c3 білий пішак · d1 білий король | f7 чорний король · c3 білий пішак · d1 білий король | f7 чорний король · c3 білий пішак · d1 білий король | f7 чорний король · c3 білий пішак · d1 білий король | f7 чорний король · c3 білий пішак · d1 білий король | f7 чорний король · c3 білий пішак · d1 білий король | 4 |
| 3 | f7 чорний король · c3 білий пішак · d1 білий король | f7 чорний король · c3 білий пішак · d1 білий король | f7 чорний король · c3 білий пішак · d1 білий король | f7 чорний король · c3 білий пішак · d1 білий король | f7 чорний король · c3 білий пішак · d1 білий король | f7 чорний король · c3 білий пішак · d1 білий король | f7 чорний король · c3 білий пішак · d1 білий король | f7 чорний король · c3 білий пішак · d1 білий король | 3 |
| 2 | f7 чорний король · c3 білий пішак · d1 білий король | f7 чорний король · c3 білий пішак · d1 білий король | f7 чорний король · c3 білий пішак · d1 білий король | f7 чорний король · c3 білий пішак · d1 білий король | f7 чорний король · c3 білий пішак · d1 білий король | f7 чорний король · c3 білий пішак · d1 білий король | f7 чорний король · c3 білий пішак · d1 білий король | f7 чорний король · c3 білий пішак · d1 білий король | 2 |
| 1 | f7 чорний король · c3 білий пішак · d1 білий король | f7 чорний король · c3 білий пішак · d1 білий король | f7 чорний король · c3 білий пішак · d1 білий король | f7 чорний король · c3 білий пішак · d1 білий король | f7 чорний король · c3 білий пішак · d1 білий король | f7 чорний король · c3 білий пішак · d1 білий король | f7 чорний король · c3 білий пішак · d1 білий король | f7 чорний король · c3 білий пішак · d1 білий король | 1 |
|   | a                                                   | b                                                   | c                                                   | d                                                   | e                                                   | f                                                   | g                                                   | h                                                   |   |

Білі виграють, якщо зможуть потрапити королем на одне з 3 ключових полів пішака: b5, c5, d5. Тому
1.Крс2 Кре6 2.Крb3 Kpd6 3.Kpb4 Крс6 4.Крс4! і, опанувавши опозицією, білі наступним ходом проникають на одне з ключових полів пішака, забезпечуючи тим самим її перетворення в ферзі: 4. ... Kpd6 5.Kpb5 Крс7 6.Крс5  і т. д.